# 莫尔莱 (索恩-卢瓦尔省)
莫尔莱（法語：Morlet，法語發音：[mɔʁlɛ]）是法国索恩-卢瓦尔省的一个市镇，属于欧坦区。

## 地理
莫尔莱（46°57'16"N, 4°30'31"E）面积6.69 平方千米，位于法国勃艮第-弗朗什-孔泰大區索恩-卢瓦尔省，该省份为法国中部省份，北起顺时针与科多尔省、汝拉省、安省、罗讷省、卢瓦尔省、阿列省和涅夫勒省接壤。
与莫尔莱接壤的市镇（或旧市镇、城区）包括：埃皮纳克、科隆日拉马德莱娜、赛西、坦特里。

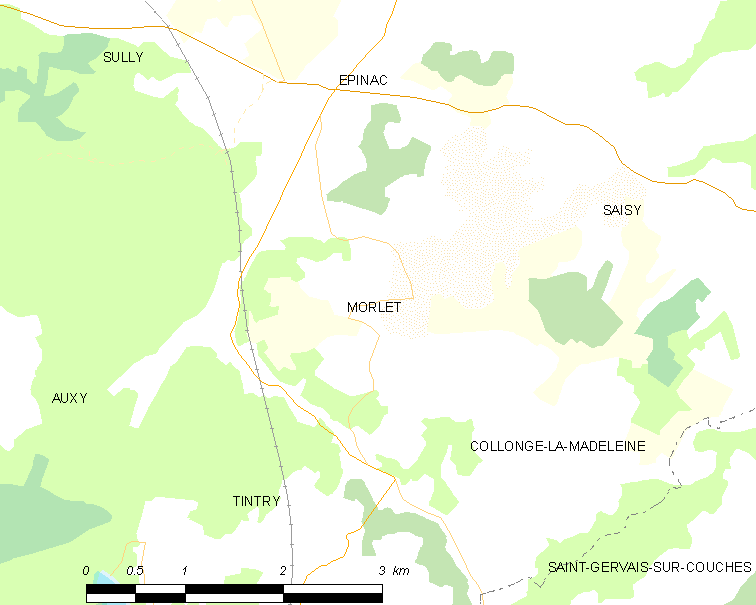
的OSM定位图

莫尔莱的时区为UTC+01:00、UTC+02:00（夏令时）。

## 行政
莫尔莱的邮政编码为71360，INSEE市镇编码为71322。

## 政治
莫尔莱所属的省级选区为欧坦第一县。

## 人口

1962-2008年间人口变化图示

莫尔莱于2022年1月1日时的人口数量为59人。